# Frederic Seaman
Frederic Stephen Seaman  (2 januari 1906 - Hershey, 21 september 2000) was een Indiaas hockeyer. 
Seaman won met de Indiase ploeg de olympische gouden medaille in 1928.

## Resultaten
- 1928  Olympische Zomerspelen in Amsterdam